# Tongzi He
Tongzi He (kinesiska: 桐梓河) är ett vattendrag i Kina. Det ligger i provinsen Guizhou, i den sydvästra delen av landet, omkring 170 kilometer norr om provinshuvudstaden Guiyang.
Genomsnittlig årsnederbörd är 1 251 millimeter. Den regnigaste månaden är juni, med i genomsnitt 203 mm nederbörd, och den torraste är januari, med 21 mm nederbörd.